# Franka Magali
Franka Magali (ur. 24 stycznia 1990 w Lyonie we Francji)  – lekkoatletka reprezentująca Demokratyczną Republikę Konga, sprinterka, olimpijka z Pekinu.
W roku 2008 startowała w biegu na 100 metrów kobiet podczas igrzysk w Pekinie - odpadła w pierwszej rundzie z czasem 12,57 s.
Rekordy życiowe: bieg na 60 metrów (hala) – 7,92 (24 lutego 2007, Birmingham); bieg na 100 metrów – 12,57 (16 sierpnia 2008, Pekin). Rezultaty zawodniczki są juniorskimi rekordami kraju, rezultat z hali jest dodatkowo rekordem Demokratycznej Republiki Konga w kategorii seniorów. 